# Насименто, Денилсон Мартинс
Денилсон Мартинс Насименто (или просто Денилсон; порт. Denilson Martins Nascimento; род. 4 сентября 1976 года в Салвадоре) — бразильский футболист, нападающий клуба «Ред Булл Бразил».

## Карьера
Денилсон — воспитанник клуба «Камасари». В двадцатилетнем возрасте он переехал в голландский «Фейеноорд», где провёл один сезон, но ни разу не вышел на поле. Ещё один сезон Денилсон провёл в «Пари Сен-Жермен», но выступал лишь в кубковых соревнованиях. Затем форвард провёл сезон в скромной португальской команде «Униао де Ламаш», а потом на шесть лет переехал в ОАЭ. В составе местного «Аль-Шабаба» он забил 101 гол в 97 матчах. Также в ОАЭ Денилсон поиграл за «Дубай Клуб» и «Аль-Наср». Затем, поиграв полгода в мексиканском «Атласе», он перебрался в южнокорейский «Тэджон Ситизен», где за два сезона забил 21 мяч в 42 матчах. Ещё два сезона Денилсон провёл в составе «Пхохан Стилерс». В составе этой команды он выиграл лигу чемпионов АФК 2009 и участвовал на клубном чемпионате мира 2009. В полуфинальном матче с «Эстудиантесом» Денилсон забил гол, а после удаления голкипера «Пхохан Стилерс» лично встал на ворота и не пропустил ни одного мяча. В 2010 году он перешёл в «Бунёдкор», с которым стал чемпионом Узбекистана, а затем выступал за «Дубай Клуб» и скромные бразильские клубы.

## Титулы и достижения
ПСЖ
- Обладатель кубка Франции: 1998
- Обладатель кубка французской лиги: 1998

Пхохан Стилерс
- Обладатель кубка Южной Кореи: 2008
- Обладатель кубка южнокорейской лиги: 2009
- Победитель Азиатской Лиги чемпионов: 2009

Бунёдкор
- Чемпион Узбекистана (1): 2010

## Личные достижения
- Член символической сборной К-лиги: 2009
- Лучший бомбардир Клубного чемпионата мира: 2009